# Phiale mediocava
Phiale mediocava là một loài nhện trong họ Salticidae.
Loài này thuộc chi Phiale. Phiale mediocava được Frederick Octavius Pickard-Cambridge miêu tả năm 1901.